# تایفون ۴۲۳۵۵
سیارک ۴۲۳۵۵ (‎/ˈtaɪfɒn/‎; from؛ نامگذاری: 2002CR46) یک دیسک پراکنده و چهل و دو هزار و سیصد و پنجاه و پنجمین سیارک کشف شده‌است که در ۵ فوریه ۲۰۰۲ کشف شد.
تایفون، نام یک هیولا در اساطیر یونانی است.